# Семь дзуаров
Семь Дзуаров (осет. Авд Дзуары — буквально «Семь божеств») — в нартском эпосе и осетинской мифологии группа из семи основных небожителей (божеств), с которыми нарты имели дружеские отношения. В отличие от других небожителей и сверхъестественных существ зедов и дуагов, эта группа Дзуаров всегда становилась на сторону нартов, принимая непосредственное участие в их пиршествах и в других событиях нартского эпоса.

## Мифология
В нартском эпосе описывается рассказ о том, как на пиршестве в честь юного Сослана воспитатель героя Сафа пригласил семь дзуаров — покровителя мужчин Уастырджи, повелителя грома и молний Уацилла, покровителя диких животных Афсати, покровителя мелкого домашнего скота Фалвара, небесного кузнеца Курдалагона, хозяина ветров Галагона и водного правителя Донбеттыра. Сослан, прислуживая им, испрашивал у каждого соответствующие их деятельности дары.
Согласно осетинской мифологии Семь Дзуаров, обитая на небесах, иногда снисходят на землю в едином образе ярко светящейся птицы с большими крыльями. От Семи Дзуаров зависит благополучие человека, хороший урожай зерновых и увеличение поголовья скота.
Согласно Дюмезилю и Абаеву, является христианизированной версией древнего аланского пантеона божеств, известного как Ардавда (осет. семь богов, от древнеиранского Arta — «божество»).
В Южной Осетии встречается иное число Семи Дзуаров. Кроме общеосетинских божеств в Авд Дзуары включаются местные Дзуары.

## Источник
- Дзадзиев А. Б., Дзуцев Х. В., Караев С. М. Этнография и мифология осетин. Краткий словарь. — Владикавказ, 1994. — С. 10. — ISBN 5-7534-0537-1.
- Дзиццойты Ю. А. Семь богов и семь миров в осетинской мифологии // Вопросы осетинской филологии. — Цхинвал: Республика, 2017. — Т. I. — С. 334—354.
- Дюмезиль Ж. Осетинский эпос и мифология. Владикавказ: Наука, 2001.